# Vlekpootwespbij
De vlekpootwespbij (Nomada melathoracica) is een vliesvleugelig insect uit de familie bijen en hommels (Apidae). De wetenschappelijke naam van de soort is voor het eerst geldig gepubliceerd in 1834 door Imhoff.